# Nicolae Gherassi
Nicolae Gherassi (n. 18 septembrie 1826, București – d. 28 aprilie 1898, Paris) a fost un politician și ministru român.